# Paal Brekke
Paal Brekke född 17 september 1923 i Røros, död 2 december 1993 i Oslo, var en norsk författare och översättare. Han uppmärksammades för sin modernistiska lyrik och experimenterande romaner, som räknas som centrala verk i norsk litteratur under efterkrigsperioden.
Under andra världskriget befann sig Brekke i exil i Sverige och gav där ut sin första diktsamling, Av din jord er du til under pseudonymen Arvid Rhode 1942. I Sverige kom han också i kontakt med den svenska modernistiska rörelsen inom litteraturen.
Paal Brekke var far till författaren Toril Brekke.